# Медицинская жевательная резинка
Медицинская жевательная резинка (англ. medicated chewing gum) — лекарственная форма на основе жевательной резинки — нерастворимой жевательной базе, которую необходимо разжёвывать определённое время для достижения терапевтического эффекта (высвобождения лекарственных и активных веществ), чтобы лекарственное вещество всосалось через слизистую оболочку, причем действующих (активных) веществ в составе может быть несколько. В отличие так называемых функциональных жевательных резинок, применяемых для физиологического или профилактического эффекта, медицинские резинки предназначены для применения непосредственно в лечебных целях и содержат лекарственные средства.
Впервые введены на рынок в 1924 году в США под брендом Aspergum Aspergum.

## Специфика
Жевательные резинки нельзя глотать, поэтому после применения лекарственного средства в такой форме жевательная резинка не подлежит дальнейшему использованию, её необходимо выбросить. Во время жевания лекарственные средства и водорастворимые добавки в составе жвачки попадает в слюну, после чего оно может быть доставлено в организм либо через слизистую оболочку полости рта, либо путём всасывания в желудочно-кишечном тракте. Фактически всасывание может происходить как в полости рта, так и в желудочно-кишечном тракте при длительном жевании. Таким образом, медицинские жевательные резинки могут оказывать одновременно как местный, так и системный эффект. Всасывание лекарственного вещества может происходить двумя путями. Основное всасывание через слизистую оболочку щеки не оказывает влияния на обмен веществ в желудочно-кишечном тракте и, тем самым, снижает количество лекарственного средства, вступающего в метаболизм на первом этапе обмена веществ в печени. Таким образом, это может позволить сократить дозировку лекарственного вещества по сравнению с теми же препаратами в другой оральной лекарственной форме, то есть обеспечивает высокую биодоступность.

## Преимущества
Медицинские жевательные резинки имеют ряд преимуществ:
- Высокая биодоступность — при этом методе приема лекарство после контакта с ферментами в слюне напрямую поступает в кровоток.
- Высокая доля усвоения препарата — лекарственная форма (жевательная основа) не попадает в организм, как в случае с традиционными формами, то есть доля лекарственного вещества, поступающего в организм в составе носителей или дополнительных веществ, на порядок выше. При такой форме приема не требуется глотание, что важно для пациентов, которые страдают от дисфагии (расстройства акта глотания), которая встречается среди всех возрастных групп.
- Жевательные резинки не требуют запивания водой, их можно использовать в любом месте и в любое время.
- Высокая стабильность включённых в состав терапевтических и лекарственных средств благодаря защите от кислорода, света и влаги.

## Недостатки
Жевательная резинка как лекарственная форма имеет следующие общие недостатки
- Ограничение для некоторых лекарственных средств и активных веществ, которые не растворяются слюной и не усваиваются при таком методе приема.
- Ограничения по возрасту и физиологическим особенностям
- Ограничение по времени разового приема

И недостатки, обусловленные устаревшей (для медицины) технологией производства, относятся к традиционной форме производства — методом экструзии.
- Невозможность вводить некоторые лекарственные средства чувствительные к нагреванию и растворению в состав жвачки
- Невозможность обеспечить точные дозы (пропорции) лекарственных средств в выпускаемой партии
- Наличие пищевых и технологических добавок бесполезных или вредных для организма, но необходимых в технологическом процессе.

Традиционная технология производства методом экструзии не может обеспечить необходимые стандарты (GMP), применяемые в фармацевтике.

## Специфика производства и контроль качества
Существует несколько технологий производства медицинских жевательных резинок. Три основных технологических метода:
- Консервативный (традиционный) метод (экструдия)[3]
- Метод заморозки, измельчения и таблетирования[4]
- Метод холодного прессования[5]

Медицинская жевательная резинка с 2009 года изготавливается методом холодного прессования. Другие два способа производства имеют существенные ограничения и поэтому перестают использоваться.
В Европе на протяжении последнего десятилетия несколько компаний производят прессованную жевательную резинку по технологии холодного прессования, при котором отсутствует процесс нагревания, что позволяет вводить в состав жевательной резинки лекарственные средства.
В Европейской фармакопее в 2008 году приняты тесты для контроля качества медицинской жевательной резинки. Тесты подразумевают анализ, определение и проверку соблюдения пропорций в распределении дозировок, состава и массы конечного продукта. Помимо стандартных для всех медицинских тестов, медицинские жевательные резинки подвергаются ещё нескольким тестам из-за специфики продукта. Эти тесты подтверждают соответствие конечного продукта желаниям производителя. Подобные тесты обычно включают: анализ текстуры и консистенции, оценка запаха и сладости, анализ внешней оболочки, выявление примесей, количества влаги и продуктов деструкции, остаточных растворителей.

## Регистрация
Обычно медицинские жевательные резинки регистрируют в качестве лекарственного препарата.
В различных странах практика регистрации продукции может быть специфичной. Так, в России с 2014 года после ввода в действие технических регламентов Таможенного союза некоторые медицинские жевательные резинки регистрируются как биологически активные добавки, при этом препараты для доставки никотина, выпускаемые в форме жевательной резинки, обычно вносятся в государственный реестр лекарственных средств.